# Osman Oulan
Osman Oulan – wieś w Iranie, w ostanie Azerbejdżan Zachodni, w szahrestanie Szahin Deż. W 2006 roku liczyła 93 mieszkańców.